# Podkowa IV
Podkowa IV (Podkowa) – polski herb szlachecki.

## Opis herbu
Opis z wykorzystaniem klasycznych zasad blazonowania:
W polu czerwonym podkowa barkiem do góry srebrna; po bokach oraz między ocelami po takimż gwoździu. Klejnotu brak. Labry powinny być czerwone, podbite srebrem.

## Najwcześniejsze wzmianki
Herb przytaczany jako Podkowa tylko przez Teodora Chrząńskiego (Tablice odmian herbowych).

## Herbowni
Nieznane są nazwiska szlachty używającej tego herbu.